# Llista de monuments d'Argençola
Llista de monuments d'Argençola inclosos en l'Inventari del Patrimoni Arquitectònic Català per al municipi d'Argençola (Anoia). Inclou els inscrits en el Registre de Béns Culturals d'Interès Nacional (BCIN) amb la classificació de monuments històrics, els Béns Culturals d'Interès Local (BCIL) de caràcter immoble i la resta de béns arquitectònics integrants del patrimoni cultural català.
| Monument                                                                             | Protecció   | Estil/època                           | Localització                                                            | Coordenades                                          | Codi?         | Imatge |
| ------------------------------------------------------------------------------------ | ----------- | ------------------------------------- | ----------------------------------------------------------------------- | ---------------------------------------------------- | ------------- | --- |
| Castell d'Argençola                                                                  | BCIN 777-MH | XI-XII                                | Argençola Dalt del turó, al costat de l'església de Sant Llorenç        | 41° 35′ 52″ N, 1° 26′ 34″ E / 41.597912°N,1.442830°E | RI-51-0005178 | Castell d'Argençola · Vegeu més fotos d'aquest monument · Carregueu una nova foto d'aquest monument                               |
| Castell de Clariana                                                                  | BCIN 778-MH | Medieval                              | Argençola Ctra. de Clariana BV-2212, km 4,5                             | 41° 35′ 11″ N, 1° 30′ 02″ E / 41.58652°N,1.500502°E  | RI-51-0005179 | Castell de Clariana (Argençola) · Vegeu més fotos d'aquest monument · Carregueu una nova foto d'aquest monument                   |
| Torre rodona a Contrast, torre de defensa                                            | BCIN 779-MH | XII-XIII                              | Argençola Adossada a la masia de Cal Cortés, nucli de Contrast          | 41° 34′ 52″ N, 1° 26′ 01″ E / 41.581108°N,1.433557°E | RI-51-0005180 | Torre rodona a Contrast (Argençola) · Vegeu més fotos d'aquest monument · Carregueu una nova foto d'aquest monument               |
| Església parroquial de Sant Llorenç                                                  |             | Neoclassicisme XIX (1891)             | Argençola Sota el castell                                               | 41° 35′ 52″ N, 1° 26′ 35″ E / 41.59778°N,1.44311°E   | IPA-3925      | Església parroquial de Sant Llorenç (Argençola) · Vegeu més fotos d'aquest monument · Carregueu una nova foto d'aquest monument   |
| Creu de Terme                                                                        |             |                                       | Argençola Cruïlla entre la BV-2231 i l'entrada al nucli                 | 41° 35′ 49″ N, 1° 26′ 29″ E / 41.59706°N,1.44146°E   | IPA-3926      | Creu de terme (Argençola) · Vegeu més fotos d'aquest monument · Carregueu una nova foto d'aquest monument                         |
| Cal Solé Marlota                                                                     |             | Obra popular XVI                      | Argençola Ctra. BV-2212 de Clariana a Tous, km 2,5                      | 41° 35′ 08″ N, 1° 30′ 48″ E / 41.5855°N,1.5134°E     | IPA-3928      | Carregueu una nova foto d'aquest monument                                                                                         |
| Església de Sant Martí                                                               |             | Romànic, renaixement, barroc XI, XVII | Argençola Albarells                                                     | 41° 37′ 18″ N, 1° 28′ 39″ E / 41.62169°N,1.47746°E   | IPA-3930      | Església de Sant Martí (Argençola) · Vegeu més fotos d'aquest monument · Carregueu una nova foto d'aquest monument                |
| Arcs gòtics de Cal Morera                                                            |             | Gòtic XIII-XIV                        | Argençola Albarells                                                     | 41° 37′ 20″ N, 1° 28′ 35″ E / 41.62217°N,1.47640°E   | IPA-3931      | Carregueu una nova foto d'aquest monument                                                                                         |
| Església de Sant Bartomeu                                                            |             | Romànic, obra popular XI              | Argençola Carbasí                                                       | 41° 36′ 37″ N, 1° 25′ 50″ E / 41.61017°N,1.4306°E    | IPA-3933      | Església de Sant Bartomeu (Argençola) · Vegeu més fotos d'aquest monument · Carregueu una nova foto d'aquest monument             |
| Cal Solé, arcs gòtics, Cal de l'Església                                             |             | Gòtic XV, XX                          | Argençola Als afores de Clariana, direcció Jorba                        | 41° 35′ 31″ N, 1° 30′ 04″ E / 41.59195°N,1.50104°E   | IPA-3936      | Carregueu una nova foto d'aquest monument                                                                                         |
| Església de Sant Maure, Església de Sant Maur                                        |             | Romànic, obra popular XI, XIX Inici   | Argençola Contrast                                                      | 41° 34′ 52″ N, 1° 25′ 59″ E / 41.58119°N,1.43299°E   | IPA-3949      | Església de Sant Maure (Argençola) · Vegeu més fotos d'aquest monument · Carregueu una nova foto d'aquest monument                |
| Església de Sant Pere                                                                |             | Romànic XII                           | Argençola La Goda                                                       | 41° 33′ 44″ N, 1° 27′ 04″ E / 41.56234°N,1.45113°E   | IPA-3967      | Església de Sant Pere (Argençola) · Vegeu més fotos d'aquest monument · Carregueu una nova foto d'aquest monument                 |
| Església de Sant Genís                                                               |             | Gòtic tardà, obra popular XVII        | Argençola Porquerisses                                                  | 41° 37′ 30″ N, 1° 27′ 32″ E / 41.62508°N,1.45876°E   | IPA-3969      | Carregueu una nova foto d'aquest monument                                                                                         |
| Església de Sant Jaume                                                               |             | Obra popular XVIII                    | Argençola Rocamora                                                      | 41° 35′ 37″ N, 1° 25′ 09″ E / 41.59367°N,1.41903°E   | IPA-3975      | Església de Sant Jaume (Argençola) · Vegeu més fotos d'aquest monument · Carregueu una nova foto d'aquest monument                |
| Església nova de Santa Maria del Camí                                                |             | Historicisme XX (1919)                | Argençola Santa Maria del Camí, al peu de la ctra. N-II                 | 41° 37′ 41″ N, 1° 28′ 26″ E / 41.62818°N,1.47393°E   | IPA-6101      | Església nova de Santa Maria del Camí (Argençola) · Vegeu més fotos d'aquest monument · Carregueu una nova foto d'aquest monument |
| Església de Santa Maria del Camí                                                     | BCIL 2017   | Romànic XIII                          | Argençola Santa Maria del Camí, ctra. N-II, a 7 km de Jorba             | 41° 37′ 43″ N, 1° 28′ 25″ E / 41.628541°N,1.473551°E | IPA-6121      | Església de Santa Maria del Camí (Argençola) · Vegeu més fotos d'aquest monument · Carregueu una nova foto d'aquest monument      |
| Església de Santa Maria de Clariana                                                  |             | Gòtic tardà XVII                      | Argençola Davant de l'antic ajuntament                                  | 41° 35′ 28″ N, 1° 29′ 53″ E / 41.591°N,1.49804°E     | IPA-17999     | Església de Santa Maria de Clariana (Argençola) · Vegeu més fotos d'aquest monument · Carregueu una nova foto d'aquest monument   |
| Molí de les Vinyes                                                                   |             | Obra popular                          | Argençola Dreta del torrent de les Vinyes, camí a Carbassí              | 41° 36′ 07″ N, 1° 26′ 06″ E / 41.602°N,1.43511°E     | IPA-26408     | Carregueu una nova foto d'aquest monument                                                                                         |
| Molí Vell                                                                            |             | Obra popular XIV                      | Argençola Esquerra de la riera de Clariana, camí de Contrast a Clariana | 41° 35′ 14″ N, 1° 27′ 24″ E / 41.587233°N,1.456747°E | IPA-26409     | Carregueu una nova foto d'aquest monument                                                                                         |
| Molí del Racó                                                                        |             | Obra popular                          | Argençola Esquerra de la riera de Clariana                              |                                                      | IPA-26410     | Carregueu una nova foto d'aquest monument                                                                                         |
| Molí Nou                                                                             |             | Obra popular                          | Argençola Esquerra de la riera de Clariana, camí de Contrast a Clariana | 41° 34′ 59″ N, 1° 26′ 28″ E / 41.582959°N,1.441026°E | IPA-26411     | Carregueu una nova foto d'aquest monument                                                                                         |
| Molí del Fèlix                                                                       |             | Obra popular XIV                      | Argençola Esquerra de la riera de Clariana                              |                                                      | IPA-26412     | Carregueu una nova foto d'aquest monument                                                                                         |
| Molí de Baix de Clariana                                                             |             | Obra popular                          | Argençola Esquerra de la riera de Clariana                              | 41° 35′ 25″ N, 1° 30′ 00″ E / 41.590228°N,1.499975°E | IPA-26413     | Carregueu una nova foto d'aquest monument                                                                                         |
| El Molinot                                                                           |             | Obra popular XIII-XIV                 | Argençola Porquerisses, esquerra de la riera de Santa Maria             | 41° 37′ 35″ N, 1° 27′ 49″ E / 41.62651°N,1.46359°E   | IPA-26414     | Carregueu una nova foto d'aquest monument                                                                                         |
| Molí de Dalt de Clariana                                                             |             | Obra popular                          | Argençola Esquerra de la riera de Clariana                              | 41° 35′ 20″ N, 1° 29′ 50″ E / 41.588895°N,1.497198°E | IPA-26415     | Carregueu una nova foto d'aquest monument                                                                                         |
| Molí d'Albarells, Molí del Jaume Joan                                                | BCIL 2017   | Obra popular                          | Argençola Esquerra de la riera de Santa Maria                           | 41° 37′ 38″ N, 1° 28′ 24″ E / 41.6272°N,1.47333°E    | IPA-26416     | Carregueu una nova foto d'aquest monument                                                                                         |
| Fortificació de Rocamora o Viladaspis, Castell de Rocamora, Sant Jaume de Viladaspis |             | Romànic XI-XII                        | Argençola                                                               | 41° 35′ 26″ N, 1° 25′ 28″ E / 41.59056°N,1.42441°E   | IPA-37757     | Carregueu una nova foto d'aquest monument                                                                                         |
| Pont de pedra de la riera de Clariana                                                |             | Obra popular                          | Argençola                                                               | 41° 35′ 23″ N, 1° 29′ 45″ E / 41.58978°N,1.49571°E   | IPA-46579     | Carregueu una nova foto d'aquest monument                                                                                         |
| Pont de pedra d'en Toriga                                                            |             | Obra popular                          | Argençola Cal Porcater                                                  | 41° 35′ 14″ N, 1° 29′ 29″ E / 41.58729°N,1.49147°E   | IPA-46581     | Carregueu una nova foto d'aquest monument                                                                                         |
| Creu de terme de la Creueta                                                          |             | Obra popular XIX                      | Argençola Masia Serrats, ctra. a Clariana                               | 41° 36′ 00″ N, 1° 27′ 57″ E / 41.60006°N,1.46575°E   | IPA-52897     | Carregueu una nova foto d'aquest monument                                                                                         |